# Verwaltungsgemeinschaft Breitbrunn am Chiemsee
Die Verwaltungsgemeinschaft Breitbrunn am Chiemsee liegt im oberbayerischen Landkreis Rosenheim und wird aus folgenden Gemeinden gebildet:
1. Breitbrunn a.Chiemsee, 1459 Einwohner, 8,12 km²
2. Chiemsee, 188 Einwohner, 2,57 km²
3. Gstadt a.Chiemsee, 1150 Einwohner, 10,70 km²

Sitz der Verwaltungsgemeinschaft ist Breitbrunn.
Das ursprünglich vierte Mitglied, die Gemeinde Eggstätt, wurde mit Wirkung ab 1. Januar 1986 entlassen und hat seither als Einheitsgemeinde eine eigene Verwaltung.